# Leksikograf
En leksikograf er en person, der arbejder med ordbøger.
Den videnskabelige disciplin om ordbøger kaldes leksikografi.
Man skelner mellem teoretiske leksikografer (også kaldet metaleksikografer), som arbejder videnskabeligt med principper for udarbejdelse af ordbøger, og praktiske leksikografer, som udarbejder konkrete ordbøger.
I de fleste tilfælde vil det være en fordel, hvis en leksikograf, der udarbejder en konkret ordbog, beskæftiger sig med både den teoretiske og den praktiske leksikografi, idet man som leksikograf står bedst rustet, hvis man har en grundlæggende teoretisk viden om det man beskæftiger sig med i praksis.